# География Йемена
Йемен расположен в Юго-Западной Азии, на Аравийском полуострове. Государство находится на входе в Баб-эль-Мандебский пролив, соединяющий Красное море и Аденский залив и отделяющий Аравийский полуостров от Африки. Это один из важнейших и наиболее оживлённых морских путей в мире. Значительную часть территории страны занимают пустыни и полупустыни. Климат главным образом аридный.

## Территория и границы

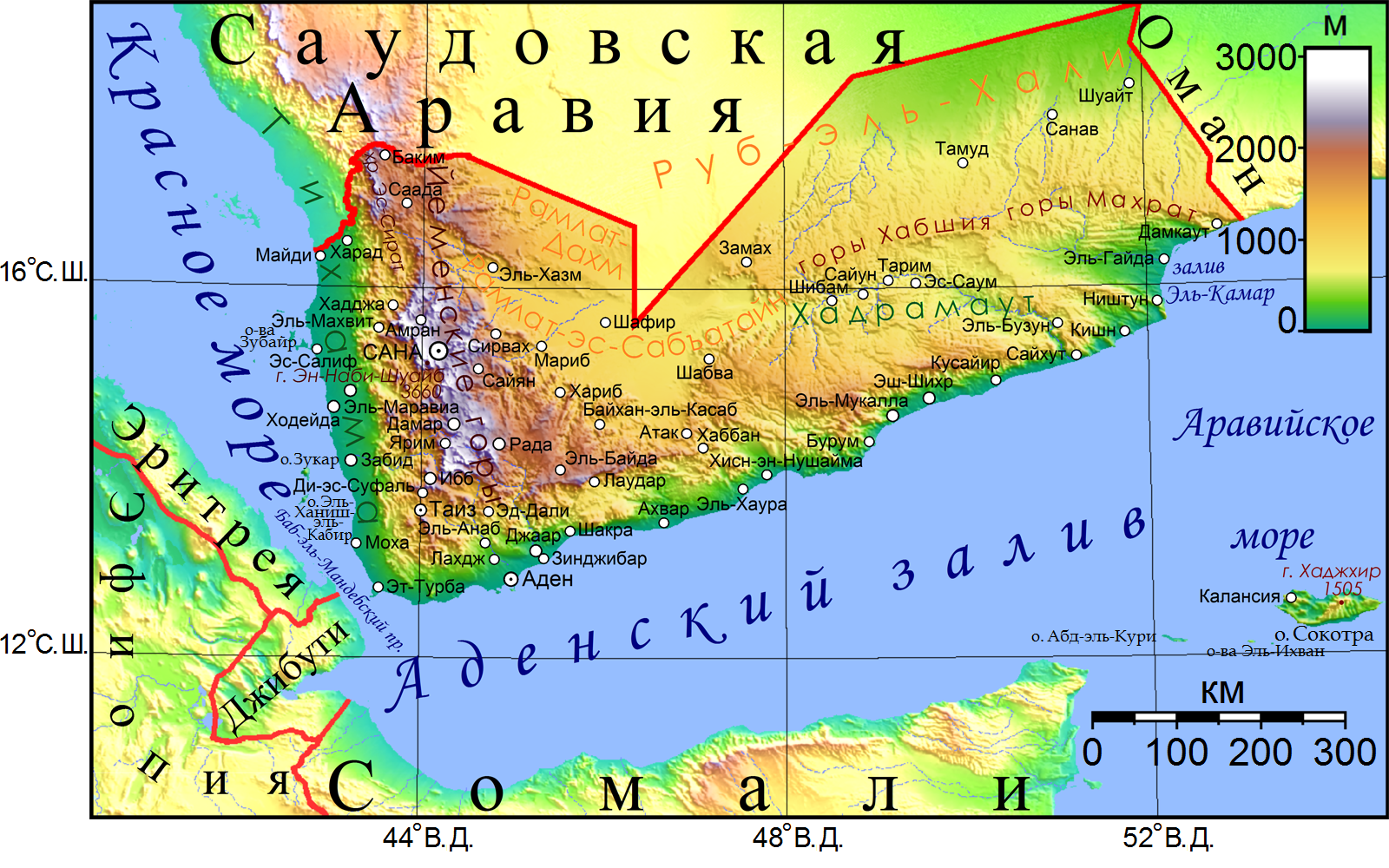
рельеф Йемена

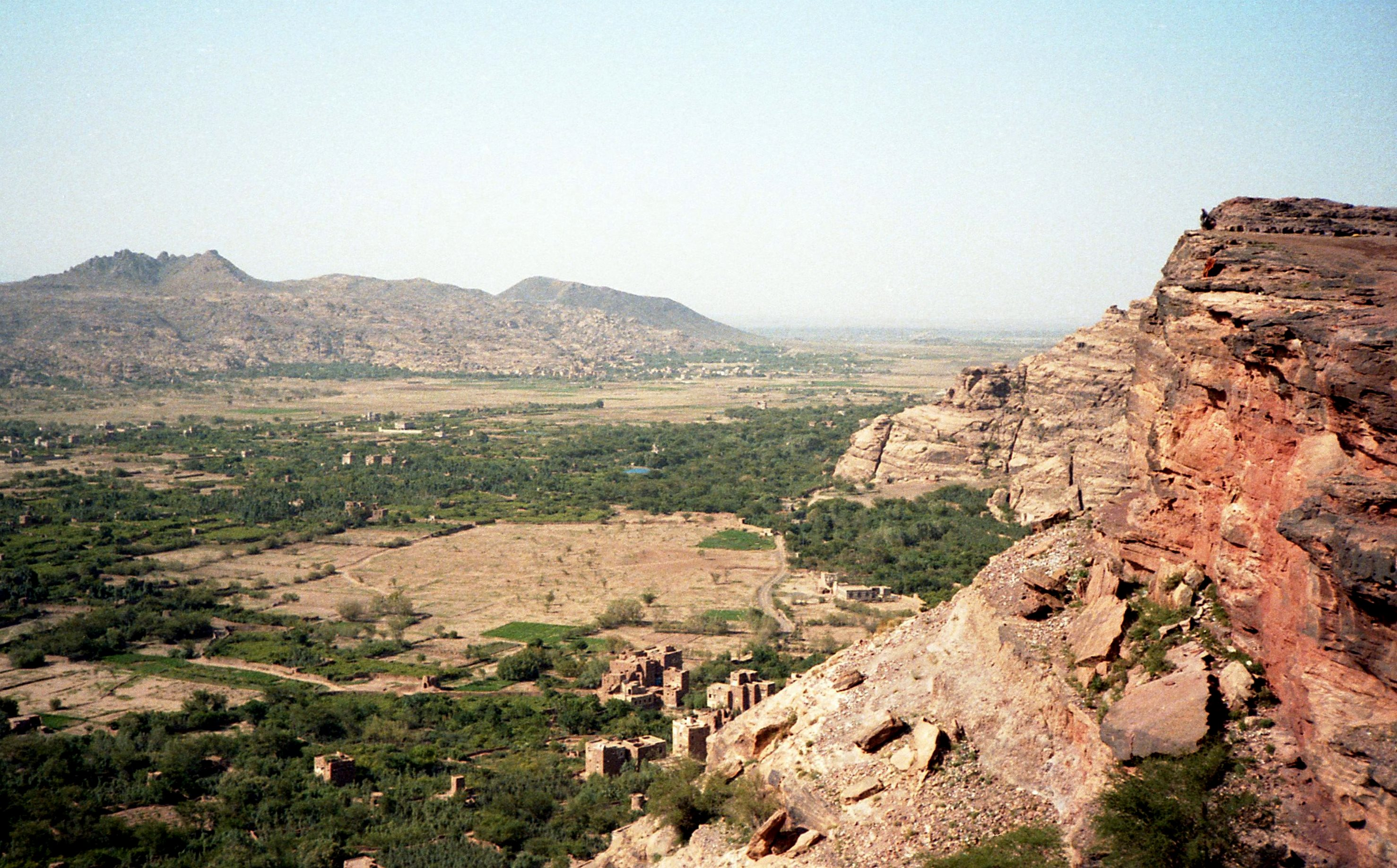
Вади Дхар

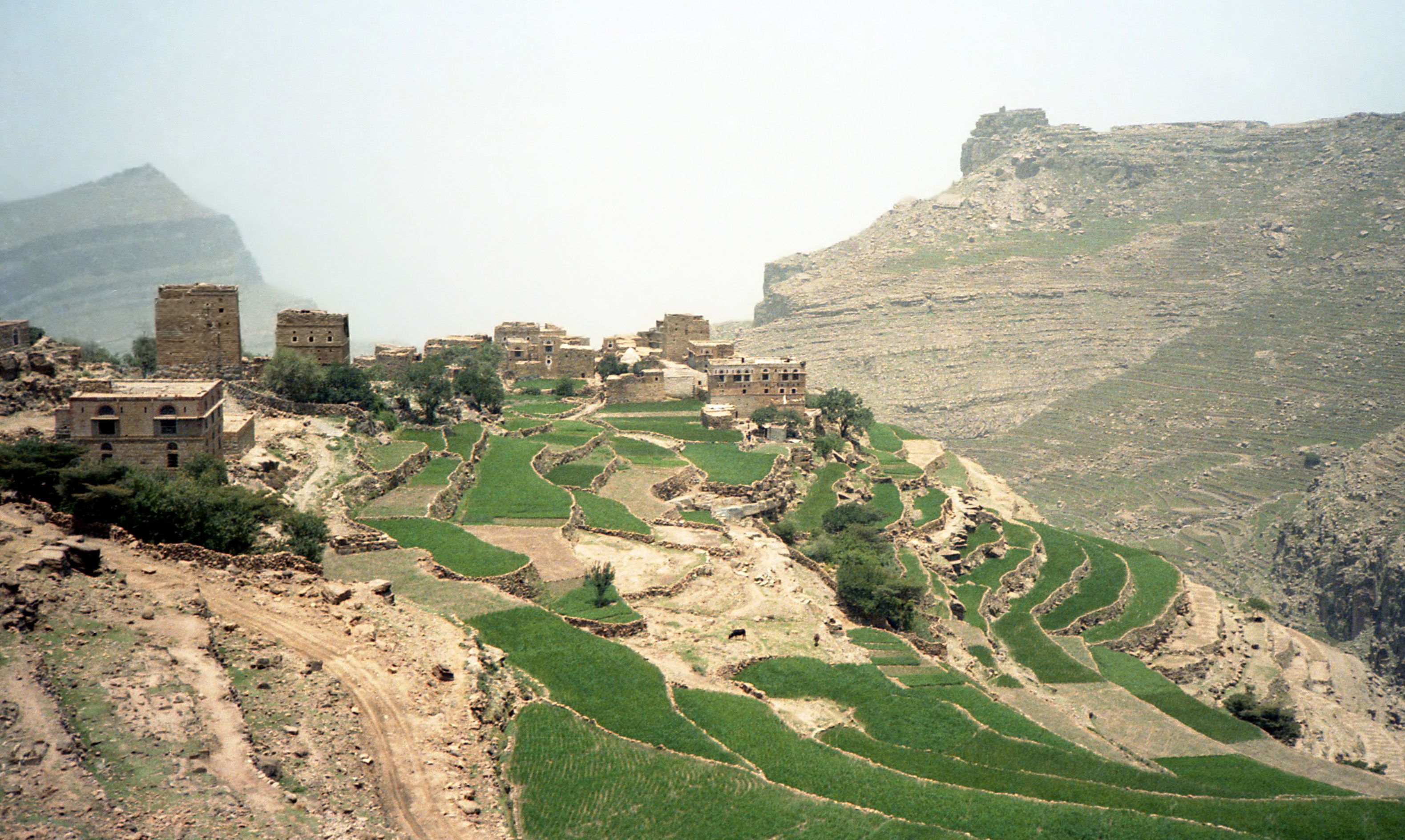
Сельскохозяйственные террасы

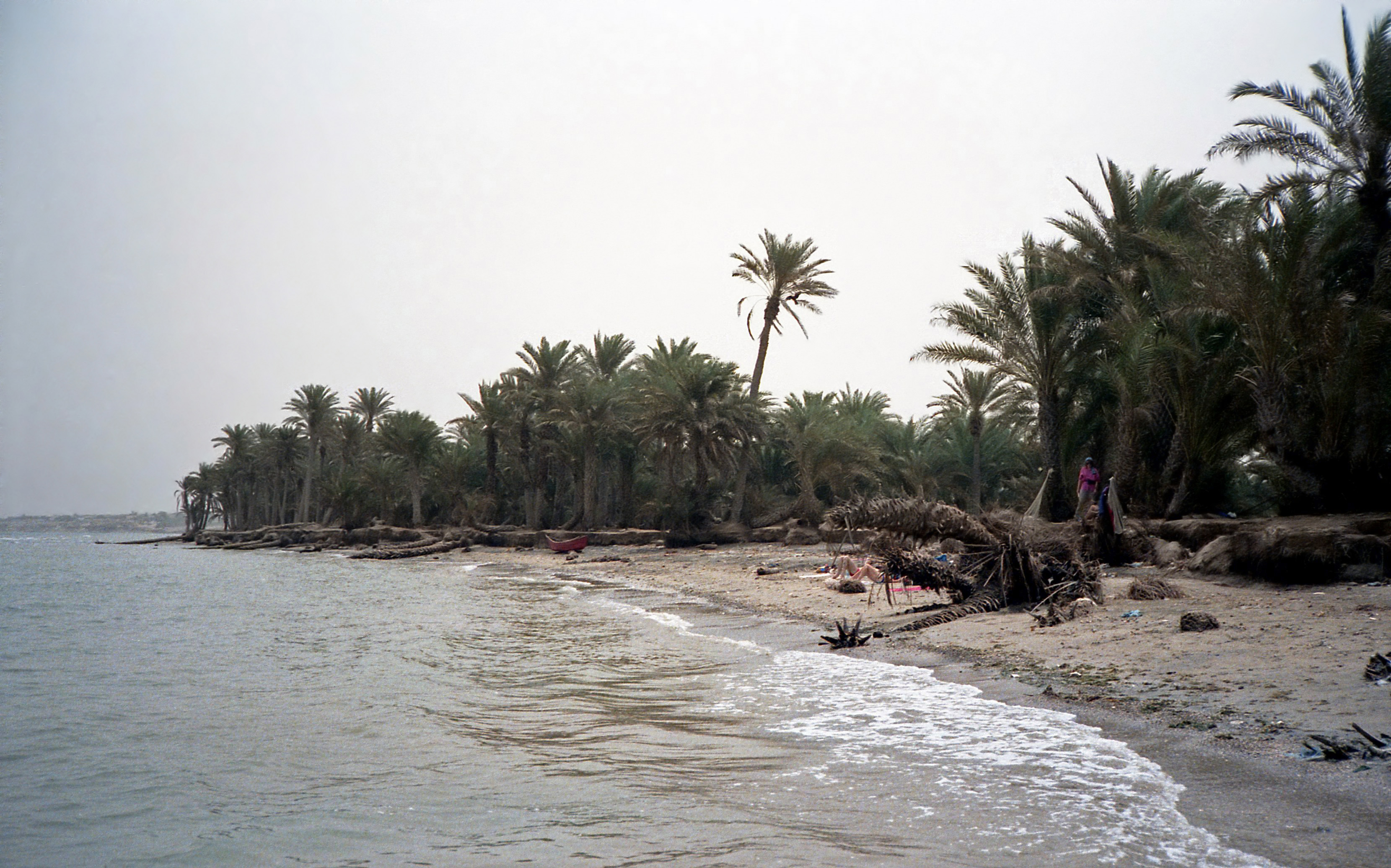
Тихама — побережье Красного моря

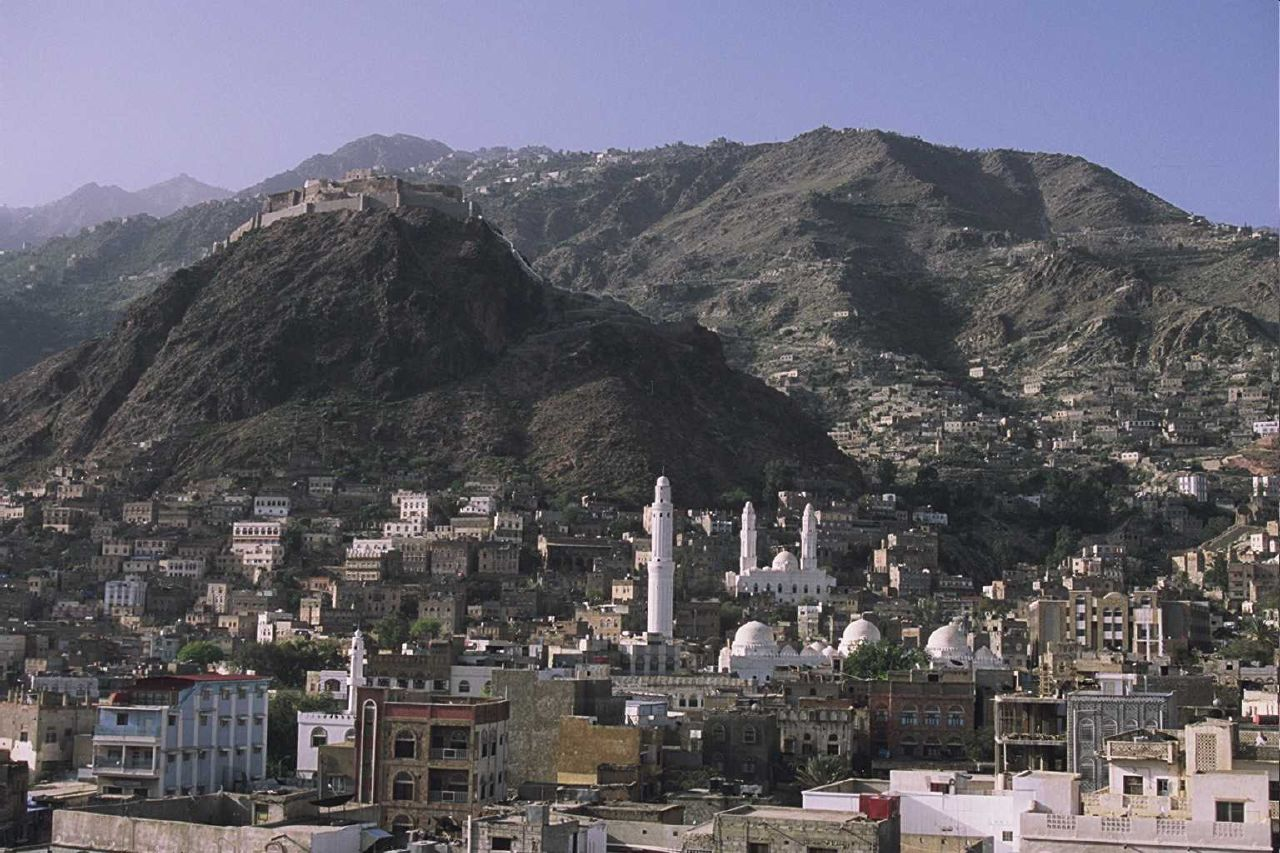
Рельеф вблизи города Таиз

Йемен занимает юго-западную часть Аравийского полуострова. Государство имеет сухопутную границу с Саудовской Аравией (на севере) и с Оманом (на востоке). На юге Йемен омывается водами Аденского залива и Аравийского моря, а на западе — водами Красного моря. Протяжённость государственной границы составляет 1 746 км, из них с Саудовской Аравией — 1 458 км и с Оманом — 288 км. Длина береговой линии — 1 906 км. Йемену принадлежит ряд островов, крупнейший из которых — остров Сокотра, расположенный в Аравийском море, в 1000 км к востоку от Адена. Другие острова включают острова Камаран, Зукар, архипелаги Ханиш и Эз-Зубайр в Красном море, остров Перим в Баб-эль-Мандебском проливе, Абд-эль-Кури между побережьем Африки и Сокотрой и др.

## Рельеф
На территории Йемена выделяют три географические зоны: прибрежную зону Тихама, гористое плато в центральной части страны (Йеменские горы) и зону пустынь на севере и востоке Йемена. Прибрежная равнина варьируется от 8 до 65 км в ширину. Между холмистой равниной и центральным массивом простираются невысокие горы, имеющие высоту от 300 до 1100 м над уровнем моря. Отдельные вершины центрального массива поднимаются выше 3000 м над уровнем моря, здесь находится самая высшая точка как Йемена, так и всего Аравийского полуострова — гора Джабаль Эн-Наби-Шуайб, имеющая высоту 3 760 м над уровнем моря. К востоку и северо-востоку центральный массив довольно быстро переходит в восточные нагорья (750—1100 м), которые в свою очередь понижаются, переходя в холмы пустыни Руб-эль-Хали. Руб-эль-Хали известна как наиболее безжизненный район на всём Аравийском полуострове и один из наиболее безжизненных районов мира.
Большую часть острова Сокотра занимают горы; прибрежные равнины крайне узки. Отдельные вершины поднимаются вплоть до 1525 м, гористы также и другие острова архипелага.
Страна находится в сейсмически активной области, на её территории расположены три вулканических поля: Бир-Борхут, Харра-Архаб и Харра-Бал-Хаф. В ряде регионов страны довольно часты землетрясения.

## Внутренние воды
В Йемене практически отсутствуют постоянные реки. Небольшие ручьи и реки начинаются в горных районах страны, однако в сухой сезон большая их часть пересыхает. Для обеспечения населения водой используются колодцы и артезианские скважины. Вади Хадрамаут является самой большой сезонной рекой Аравийского полуострова, она протянулась через безжизненную пустыню более чем на 160 км, образуя долину шириной около 10 км и глубиной около 300 м. Долина реки Хадрамаут отличается своим плодородием; в нижнем течение Вади, вбирая в себя несколько притоков, превращается в настоящую реку Масила, которая впадает в Аравийское море недалеко от города Сайхут. Наиболее значительные реки на северо-западе страны — Мур и Мадаб.

## Почвы
Почвы преимущественно красно-бурые горные, пустынные, частично засоленные. Большей частью характеризуются низким содержанием органического вещества.

## Климат
Йемен расположен в тропическом климатическом поясе, в области засушливого климата.
Особенность климата Йемена — повышенная влажность воздуха, достигающая летом 96 %, в сочетании с жарой. Сезон дождей приходится на лето, с июля по сентябрь. На юге осадки обильны, в среднем 500—700 мм в год, на плато заметно суше. В засушливый период с октября по февраль стоит теплая, очень сухая погода. Средняя температура июня — 27 °С, января — 14 °С. Путешествовать по стране можно круглый год, за исключением, разве что июня и июля (для северной части страны и прибрежных районов) и периода с мая по июль для южной части, в которой преобладают пустыни.
Северная часть страны преимущественно покрыта горами, самые высокие из которых достигают 3000 — 3500 метров. В горных районах климат сухой и умеренный. Днем ярко светит солнце, но некоторые ночи, особенно в зимний период, довольно прохладны. Горные районы страны характеризуются умеренным дождливым летом со средним максимумом около 21°С и прохладной засушливой зимой с температурами, иногда падающими ниже 0°С. Горные районы юга страны получают от 520 до 760 мм осадков в год, а некоторые области на юго-западе, такие как провинция Ибб, могут получать до 1000—1500 мм осадков. Уровень осадков в столице страны, городе Сана, достигает 300 мм.
В районах, расположенных вблизи побережья Красного моря преобладают пустыни. В прибрежных районах жарко и влажно в течение всего года, а в летний период влажность усиливается. Климат прибрежной равнины — тропический, отличается высокими температурами, которые иногда могут достигать 54°С. Средние температуры Адена меняются от 25°С в январе до 32°С в июне; средний годовой уровень осадков составляет 127 мм.
Среднемесячные показания термометра:
- В январе: от 10 до 20 °C
- В феврале: от 15 до 25 °C
- В марте: от 20 до 30 °C
- В апреле: от 20 до 30 °C
- С мая по август: от 25 до 35 °C
- В сентябре: от 20 до 30 °C
- В октябре-ноябре: от 15 до 25 °C
- В декабре: от 10 до 25 °C

Вышеупомянутые температуры наблюдаются главным образом в горных областях страны, в то время как на побережьях Красного моря и Индийского Океана температура зимой 20-30 °С и 30-45 °C — летом. На выпадение осадков оказывают влияние муссоны. Самый дождливый (если это можно сказать о Йемене) сезон апрель-май. Небольшое количество осадков выпадает в июле и августе и совсем немного — в декабре.
Дождь идет 1-2 часа, обычно в вечернее или ночное время, крайне редко — утром. Для многих районов на севере и востоке страны довольно обычно полное отсутствие осадков на протяжении пяти и более лет.

## Флора и фауна

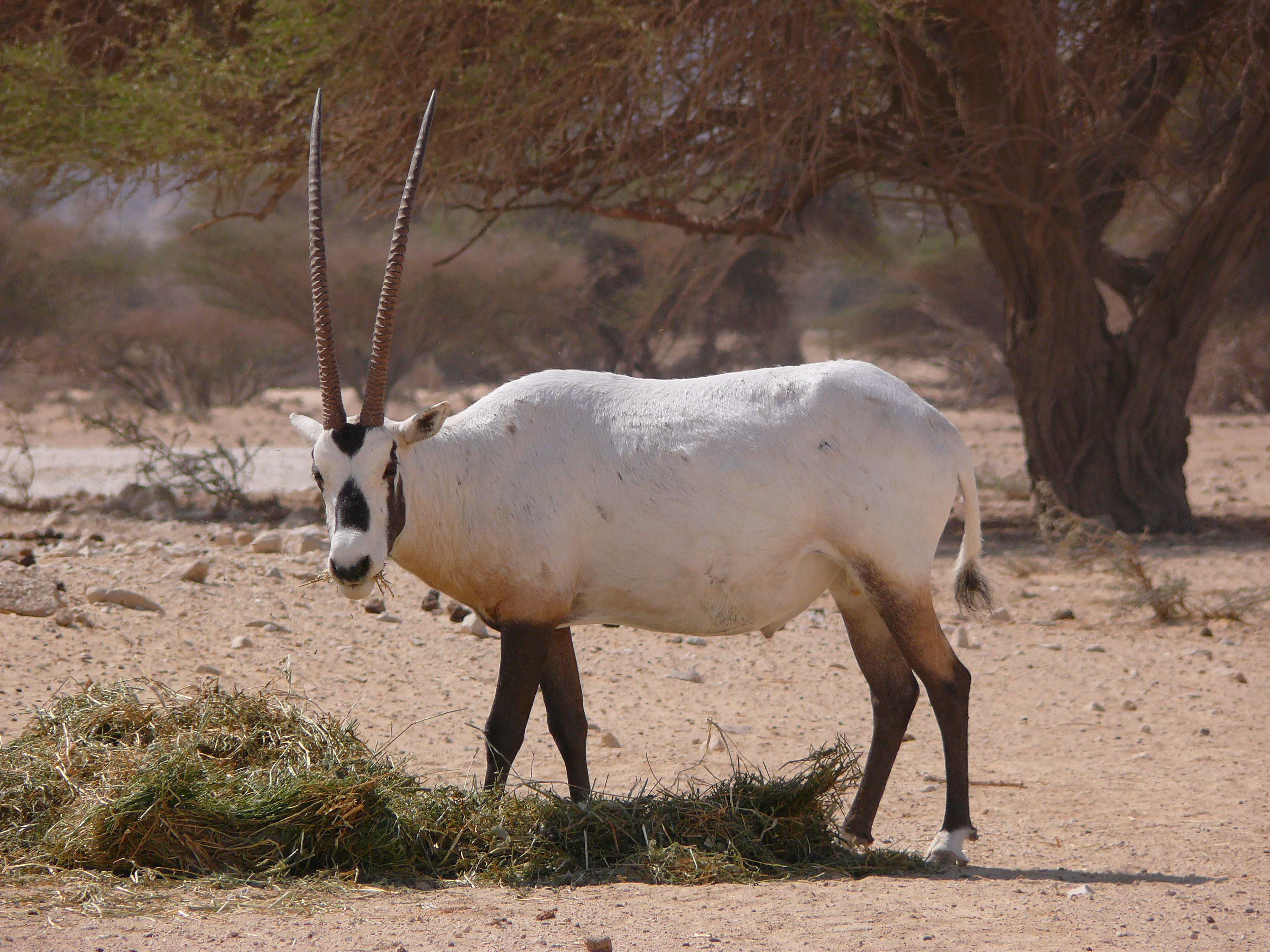
Аравийский орикс

Большая часть территории Йемена лишена растительного покрова. Для пустынь и полупустынь характерны травы, встречаются разные виды полыни, акации, верблюжья колючка, молочай, ююба, саксаул, тамариск и др. В предгорьях имеются редкие вечнозелёные леса и заросли кустарников. Виду быстрого роста населения в последние десятилетия, большая часть лесов в предгорьях и долинах была сведена из-за освобождения новых площадей для сельского хозяйства.
Фауна представлена антилопами, газелями, гиенами, шакалами, каракалами, пустынными лисами, аравийским волком. В горах и вблизи плодородных долин встречаются обезьяны. В пустынях в больших количествах обитают грызуны, пресмыкающиеся и паукообразные. Из птиц можно отметить коршуна, ястреба, фламинго, пеликана, белоглазых чаек и др. Прибрежные воды богаты морской фауной.